# 小林聖心女子学院小学校・中学校・高等学校
小林聖心女子学院小学校・中学校・高等学校（おばやしせいしんじょしがくいんしょうがっこう・ちゅうがっこう・こうとうがっこう）は、兵庫県宝塚市塔の町に所在し、小中高一貫教育を提供する私立女子小学校・中学校・高等学校。
小学校、中学校、高等学校の12年間を3ステージに区分した4・4・4制のカリキュラムを導入している。
カトリック系聖心会のミッションスクールである。

## 概要

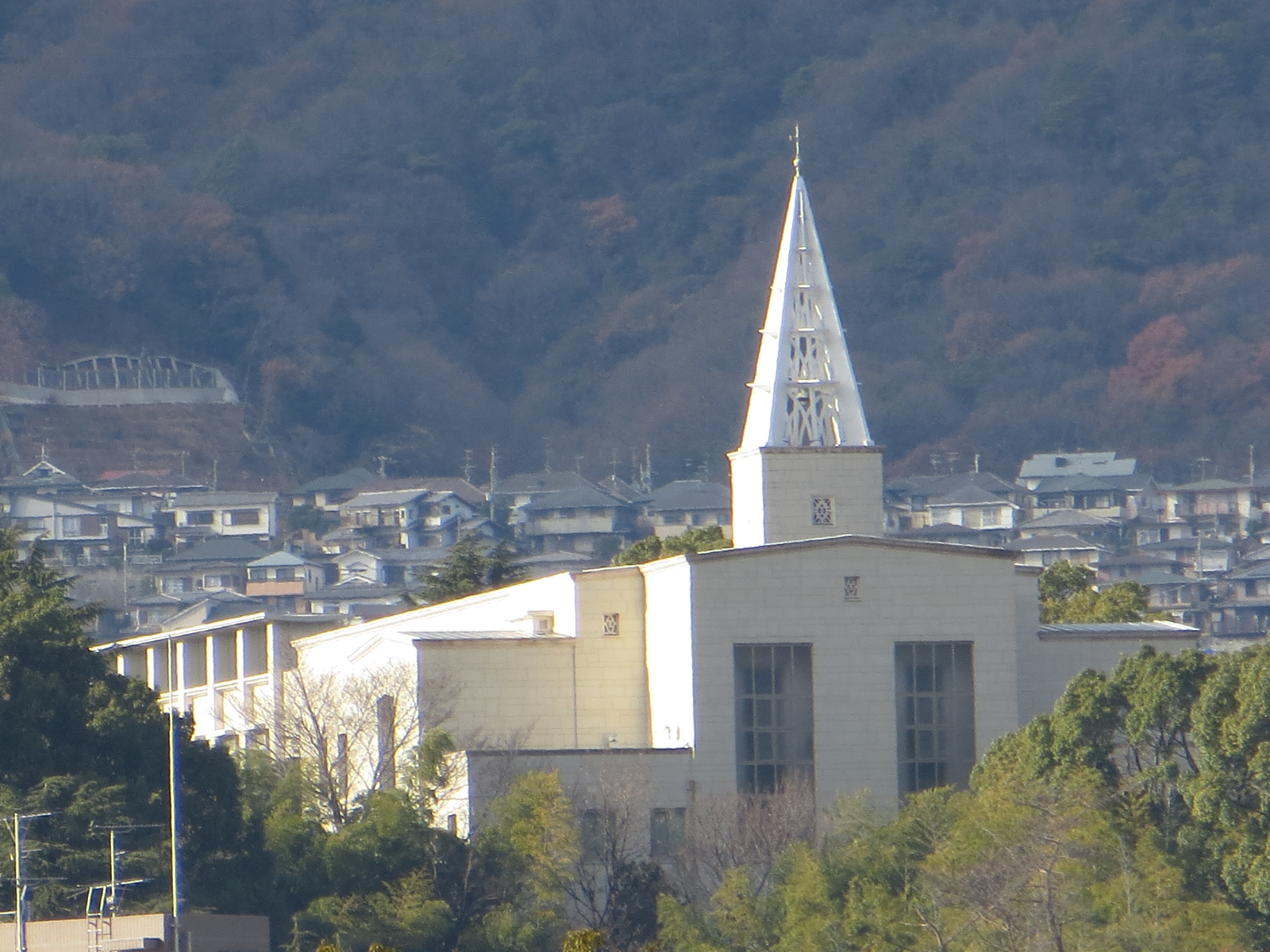
聖堂の鐘塔（アンジェラスの鐘）

校名の「小林」は兵庫県宝塚市にある地名で「おばやし」と読む。現在の住所は小林ではなく塔の町である。「塔の町」の名称は同校の鐘塔（アンジェラスの鐘）に由来する。
校舎本館は建築家のアントニン・レーモンドが設計し、1927年に建てられた。デ・ステイルと呼ばれる様式の建築であり、国の登録有形文化財に登録されている。
英語教育に力を入れており、高校2年次にGlobal Issues という環境・格差などの諸問題について討論などを英語で行う授業を行っている。
課外活動としてSOFISがある。SOFISとは、S：三光町（東京聖心の旧称）・O：小林聖心・F：不二聖心・I：聖心インターナショナルスクール・S：札幌聖心の5つの聖心姉妹校の生徒による組織。姉妹校間の交流を深め、社会に働きかける力を育てていく活動をしている。

## 沿革
- 1908年 - マグダレナ・ソフィア・バラが創立した聖心会が、東京で設立される。
- 1923年 - 兵庫県武庫郡住吉村（現・兵庫県神戸市東灘区）に前身の住吉聖心女子学院（高等女学校・小学校）開校。
- 1926年 - 兵庫県武庫郡良元村小林（現・兵庫県宝塚市）に移転、小林聖心女子学院と改称。
- 1947年 - 専門学校を設置。
- 1948年 - 学制改革に伴い新制中学校と新制高等学校が発足。
- 1949年 - 聖心女子大学小林分校開校。
- 1966年 - 聖心女子大学小林分校が東京本校に併合。
- 1973年 - 学院創立50周年。
- 1993年 - 学院創立70周年。
- 2000年 - 聖心会創立200周年。
- 2003年 - 学院創立80周年。
- 2013年 - 学院創立90周年。
- 2023年 - 学院創立100周年。

## クラブ活動
| 文化系 - E.D.C・演劇・オーケストラ - グリー・茶道 - 写真・箏曲・調理・花文字 - 美術・コンピュータ・書道 | 運動系 - 水泳・ソフトボール・卓球・テニス - なぎなた・バスケットボール・バレーボール - 陸上競技・サッカー |

## 交通
阪急今津線小林駅より徒歩約7分

## 制服
- 冬服 - ジャンパースカートにブレザー
- 夏服 - ワンピース

## 著名な出身者
文化
- 稲畑汀子 - 俳人[1]
- 須賀敦子 - 随筆家・イタリア文学者[2]
- 山崎つる子 - 画家[3]
- 細木郁代 - 源氏物語研究者
- 伊藤恵子 - 日系イギリス人作家
- 岡田知子 - 文学者
- 大原まり子 - 小説家、SF作家
- 仲野好重 - 一般財団法人人間塾代表理事、元尼崎市教育委員長、元大手前大学現代社会学部教授
- 吉永麻衣子 - 料理研究家
- 井田真木子 - ノンフィクション作家[4]

芸能
- 汐美真帆 - 元宝塚歌劇団星組男役
- 咲城けい - 宝塚歌劇団雪組男役
- 珠まゆら - 元宝塚歌劇団花組娘役
- ミナ - TWICE
- 加茂あこ - 2019年ミス・ユニバース日本代表

音楽
- ロミ・山田 - 女優・歌手
- 樋口あゆ子 - ピアニスト[5]
- 南里沙 - クロマチックハーモニカ奏者[6]
- 葉月ミチル - ソプラノ歌手・声楽家、ポップ歌手
- 木嶋真優 - ヴァイオリニスト
- 黒田ナオコ - ジャズシンガー

放送
- 上山千穂 - アナウンサー[7]
- 松川浩子 - アナウンサー[8]
- 亀井京子 - アナウンサー[9]
- 乾麻梨子 - アナウンサー[10]
- 椿原慶子 - アナウンサー[11]
- ヒロド歩美 - アナウンサー[12]
- 矢島純子 - キャスター、元アナウンサー
- 上山美紀 - 元アナウンサー
- 氏田朋子 - アナウンサー
- 中條誠子 - アナウンサー
- 黒部亜希子 - アナウンサー
- 池田奈月 - アナウンサー
- 杉野真実 - アナウンサー
- 澤田有也佳 - アナウンサー